# Ильинские Ворота (площадь)
Площадь Ильи́нские Воро́та (Ильи́нский проезд) — площадь в Москве, расположенная в Тверском районе между улицей Ильинкой, Лубянским проездом, Старой и Новой площадями.

## История

### Ильинские ворота
В 1535—1538 годах итальянским зодчим Петроком Малым была построена воротная башня Ильинские ворота в Китайгородской стене. Перед башней возвели стрельницу, защищавшую проём. В начале XVIII века по указу Петра I около стены вырыли земляные бастионы для дополнительного укрепления в случае шведского нашествия. В 1806 году у жителей вокруг Кремля и Китай-города стали скупать дворы, чтобы перепланировать город и сделать кольцо из площадей. Осуществлению плана мешали бастионы Петра. Их срыли после пожара 1812-го, но делать комплекс передумали, поэтому площади стали самостоятельными. Площадь около Ильинских ворот получила по ним официальное название.

### Формирование и развитие

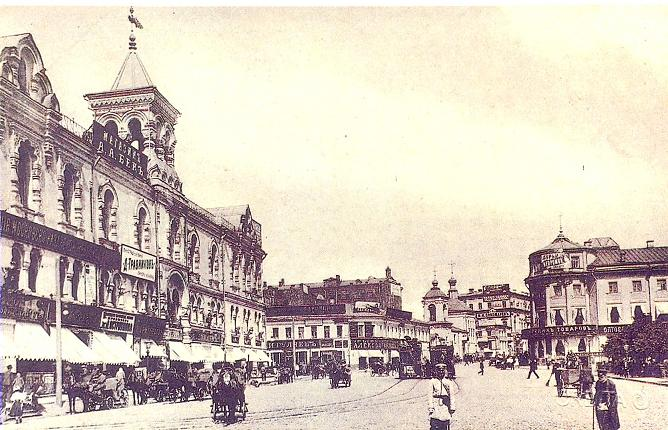
Торговые ряды, 1900 год

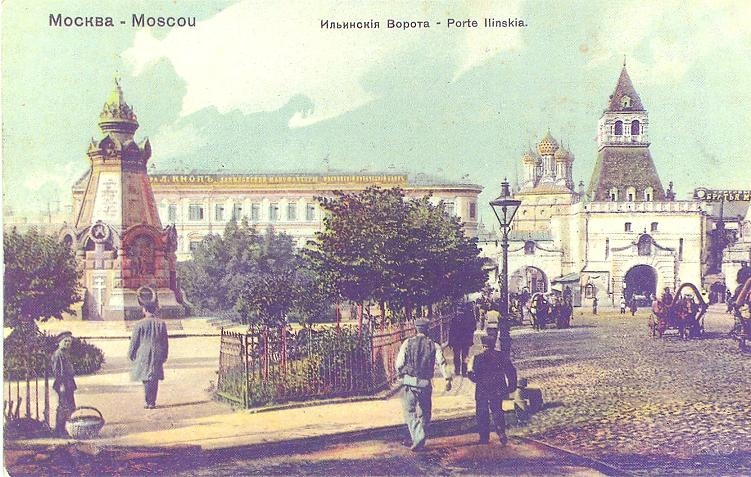
Ильинский сквер с часовней, 1900 год

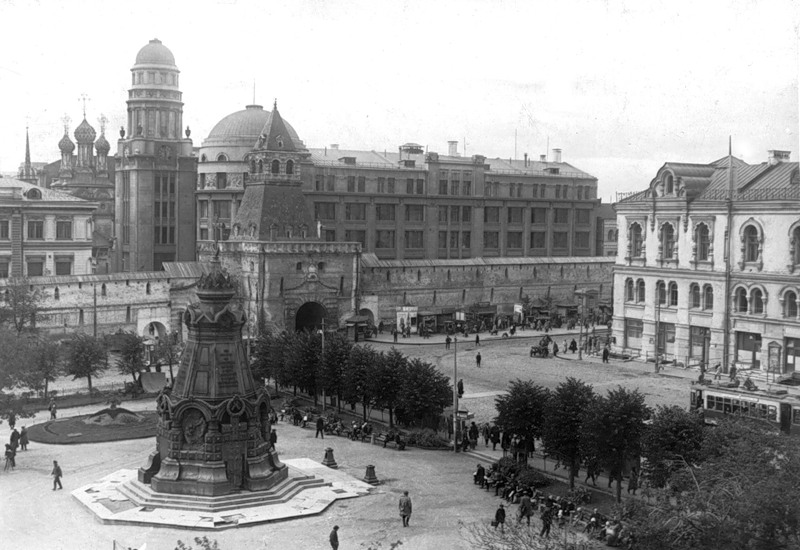
Площадь Ильинские Ворота, 1929 год

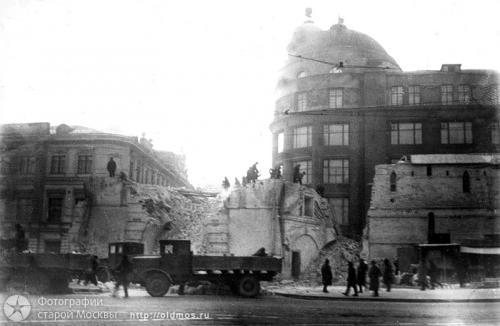
Снос Ильинских ворот, 1933 год

Новообразованная площадь стала торговой, как и многие другие. Она относилась к Средним торговым рядам из-за её расположения между Варваркой и Ильинкой. На площади торговали лубком, бульварной литературой, старыми картинами. Свои первые работы здесь продал художник Алексей Саврасов. Издатель Пётр Сытин некоторое время работал у купца Павла Шарапова, который торговал на площади мехами и книгами. Позднее Сытин учредил собственное издательство и также открыл лавку у Ильинских Ворот. В 1862 году справа от воротной башни по инициативе митрополита Филарета построили часовню Сергия Радонежского, на следующий год её освятили. Каменное строение с кельями для монахов предназначалось для сбора подаяний в пользу Гефсиманского скита. До 1881-го на площади действовала остановка линеек, перевозивших пассажиров от Ильинских Ворот к Покровскому мосту и обратно.
На ней [площади] стояли десятки линеек с облезлыми крупными лошадьми. Оборванные кучера и хозяева линеек суетились. Кто торговался с нанимателями, кто усаживал пассажиров: в Останкино, за Крестовую заставу, в Петровский парк, куда линейки совершали правильные рейсы.Писатель Владимир Гиляровский
В 1882 году на площади разбили Ильинский сквер, в котором установили часовню в память о гренадёрах, погибших под Плевной. Изначально монумент планировалось возвести недалеко от болгарского города, но из-за сложной политической обстановки от идеи отказались. Около Ильинских ворот квартировал гренадерский корпус, выведенный из Болгарии после Русско-турецкой войны. Инициатором строительства выступили Русское археологическое общество и военнослужащие, которые собрали для этого 50 тысяч рублей. Автором памятника стал архитектор и скульптор Владимир Шервуд.
В октябре 1917 года на площади находились отряды Красной гвардии, победив юнкеров, они штурмом взяли Ильинские ворота и прорвались к Кремлю. В 1925-м часовня Сергия Радонежского попала в список «зданий, допустимых к сломке» и была снесена. В 1933 году вышел указ о необходимости демонтажа Китайгородской стены и воротной башни для расширения улицы, уже в 1934-м территория была расчищена и присоединена к площади. Таким образом, площадь Ильинские Ворота стала представлять собой проезд между Старой и Новыми площадями, поэтому в народе её иногда называли Ильинским проездом.

### Современное состояние
По состоянию на 2019 год бо́льшую часть площади занимает Ильинский сквер, остальная часть представляет собой проезд, который водители используют для разворота. В 2017-м в рамках программы благоустройства «Моя улица» по периметру сквера высадили «зелёный экран» из кустов, чтобы отгородить его от шума и пыли. На конец 2019 года намечена реставрация памятника героям Плевны. Площадь не имеет построек, её ансамбль составляют фасад Политехнического музея и наземный вестибюль станции метро «Китай-город».

## Транспорт
- Станции метро  Китай-город,  Лубянка
- Автобусы: м3, м3к, м6, м7, м10, м40, м90, 538, е10, е30, е70, н1, н3, н4, н5, н6, н7, н8, н9, н11, н13, н15.